# Túl mindenen
A Túl mindenen (eredeti cím: A Man Apart) 2003-ban bemutatott amerikai bűnügyi-akciófilm, amelyet F. Gary Gray rendezett és a New Line Cinema forgalmazott. A főszerepben Vin Diesel és Larenz Tate látható.
A filmet az Amerikai Egyesült Államokban 2003. április 4-én mutatták be. Általánosságban negatív véleményeket kapott a kritikusoktól. 

## Szereplők
| Szerep          | Színész             | Szinkronhang         |
| --------------- | ------------------- | -------------------- |
| Sean Vetter     | Vin Diesel          | Gesztesi Károly      |
| Demetrius Hicks | Larenz Tate         | Kálloy Molnár Péter  |
| Hollywood Jack  | Timothy Olyphant    | Szabó Sipos Barnabás |
| Memo Lucero     | Geno Silva          | Papp János           |
| Stacy Vetter    | Jacqueline Obradors | Kovács Vanda         |
| Ty Frost        | Steve Eastin        | Tóth Zoltán          |
| Mateo Santos    | Juan Fernández      | Sebestyén András     |
| Pomona Joe      | Jeff Kober          | Mikula Sándor        |
| Hondo           | Marco Rodríguez     | Keresztes Sándor     |
| Gustavo Leon    | Mike Moroff         | Koncz István         |
| Garza           | Emilio Rivera       | Jantyik Csaba        |
| Big Sexy        | George Sharperson   | Selmeczi Roland      |
| Túllövés        | Malieek Straughter  | Hujber Ferenc        |
| Marta           | Alice Amter         |                      |
| Neal parancsnok | Thomas Kopache      | Szalai Imre          |

## Bevétel
Hosszú késés után a Túl mindenen végül 2003. április 4-én került 2459 moziba, és a nyitóhétvégén 11 019 224 dolláros bevételt hozott, ezzel a 3. helyen végzett a jegypénztáraknál. 2003. július 10-én a film hazai bevétele 26 736 098 dollár, nemzetközi bevétele pedig 17 614 828 dollár volt, világszerte összesen 44 350 926 dollárt termelt.

### Fogadtatás
A filmet a kritikusok lehúzták. A Rotten Tomatoes-on 132 kritikus véleménye alapján 11%-os minősítést kapott. Az oldal konszenzusa szerint: „Az akció és a dráma elemei nem keveredtek eléggé bele ebben a klisés akciófilmbe.” A Metacritic-en a film 32 értékelés alapján átlagosan 36 pontot kapott 100-ból.

## Fordítás
- Ez a szócikk részben vagy egészben  az   A Man Apart című angol Wikipédia-szócikk fordításán alapul.  Az eredeti cikk szerkesztőit annak laptörténete sorolja fel. Ez a jelzés csupán a megfogalmazás eredetét és a szerzői jogokat jelzi, nem szolgál a cikkben szereplő információk forrásmegjelöléseként.